# Ceromitia unguiphora
Ceromitia unguiphora là một loài bướm đêm thuộc họ Adelidae. Loài này có ở Nam Phi.